# Maglov
Maglov je hrvatsko i srpsko prezime.

## Povijest

### Maglovi iz Šibenika i Danilo Birnja
Kod Maglova u Šibeniku i okolici, Maglovi se u najstarijim zapisima, u župnik knjigama župe Šibenski Varoš, ponekad javljaju kao Maglovići, a od početka 19. stoljeća isključivo kao Maglovi.
U matici krštenih župe Šibenski Varoš od 1668. do 1685., nastaloj nakon i u vremenu veliki migracija, prvi put se navode mnoga prezimena, među njima i Maglović 1675. godine.
U najstarijoj varoškoj matici vjenčanih od 1668. – 1685. godine, prezime Maglov se prvi put spominje 1671. godine.
U varoškoj matici umrlih od 1668. do 1685. navode se prvi put ukopi osoba s prezimenima koja se kasnije javljaju na ovim prostorima, među njima i Antula Maglović 1675. godine.
U Varošu se 1687. navode starješine obitelji i broj članova njihovi obitelji, među ostalim navode se i: Ivan Maglov (4) i Marko Maglov (5).
Godine 1732. varoški župnik Ante Šimić izvršio je popis stanovnika Varoša. U tome popisu se navode 193. obitelji, s imenom i prezimenom starješine obitelji i brojem članova u svakoj obitelji. Između ostalih u popisu se navode: Luka Maglov (5), Martin Maglov (10) i Ivan Maglov (7).
Po anagrafu župe Šibenski Varoš iz 1822. u današnjem Danilo Birnju živjelo je 28 obitelji, od toga 1 s prezimenom Maglov, a glava obitelji bio je Mate Maglov (1781. – 1859.) p. Ivana, koji se u dopisu Carsko-kraljevskog inspektora za isplatu daće desetine 1833. navodi kao glavar Danilo Birnja, dok ga drugi dokument iz 1841. još uvijek navodi kao glavara. U popisu 1822. se, uz Matu, kao članovi obitelji spominju i njegova braća Grgo (26 g.) te Josip (31 g.). Od troje braće Maglov potječu svi današnji biranjski Maglovi.
U periodu 1863. – 1864. službu glavara Danilo Birnja je obavljao Ivan Maglov.
Kao pristav Danilo Birnja 1915. se navodi Vice Maglov.

## Maglovi danas
Maglovi u Hrvatskoj većinom su Srbi, najvećim dijelom iz Knina, ali ima i dosta Hrvata iz Šibenika i okolice, posebice iz Danilo Birnja, gdje postoji zaselak Maglovi.
U 20. stoljeću stoljeću relativno najviše hrvatskih stanovnika s ovim prezimenom rođeno je u gradovima Kninu i Šibeniku. U Štrbama u Bosanskoj Krajini svaki četvrti stanovnik prezivao se Maglov.
U Hrvatskoj danas živi oko 150 Maglova u 70 domaćinstava.

## Poznate osobe
- Željko Maglov, pukovnik u HV-u